# Такахасі Хідетокі
Такахасі Хідетокі (яп. 高橋 英辰, нар. 11 квітня 1916, Фукусіма — пом. 5 лютого 2000) — японський футболіст, що грав на позиції нападника, та японський футбольний тренер.

## Клубна кар'єра
Грав за команду Хітачі.